# Janailhac
Janailhac – miejscowość i gmina we Francji, w regionie Nowa Akwitania, w departamencie Haute-Vienne.
Według danych na rok 1990 gminę zamieszkiwały 363 osoby, a gęstość zaludnienia wynosiła 19 osób/km² (wśród 747 gmin Limousin Janailhac plasuje się na 315. miejscu pod względem liczby ludności, natomiast pod względem powierzchni na miejscu 362.).

## Populacja

Populacja Janailhac w latach 1962–2008